# Manapparai
Manapparai là một thành phố và khu đô thị của quận Tiruchirappalli thuộc bang Tamil Nadu, Ấn Độ.

## Địa lý
Manapparai có vị trí 10°36′B 78°25′Đ / 10,6°B 78,42°Đ Nó có độ cao trung bình là 172 mét (564 feet).

## Nhân khẩu
Theo điều tra dân số năm 2001 của Ấn Độ, Manapparai có dân số 35.644 người. Phái nam chiếm 50% tổng số dân và phái nữ chiếm 50%. Manapparai có tỷ lệ 75% biết đọc biết viết, cao hơn tỷ lệ trung bình toàn quốc là 59,5%: tỷ lệ cho phái nam là 81%, và tỷ lệ cho phái nữ là 68%. Tại Manapparai, 11% dân số nhỏ hơn 6 tuổi.